# Albisheim

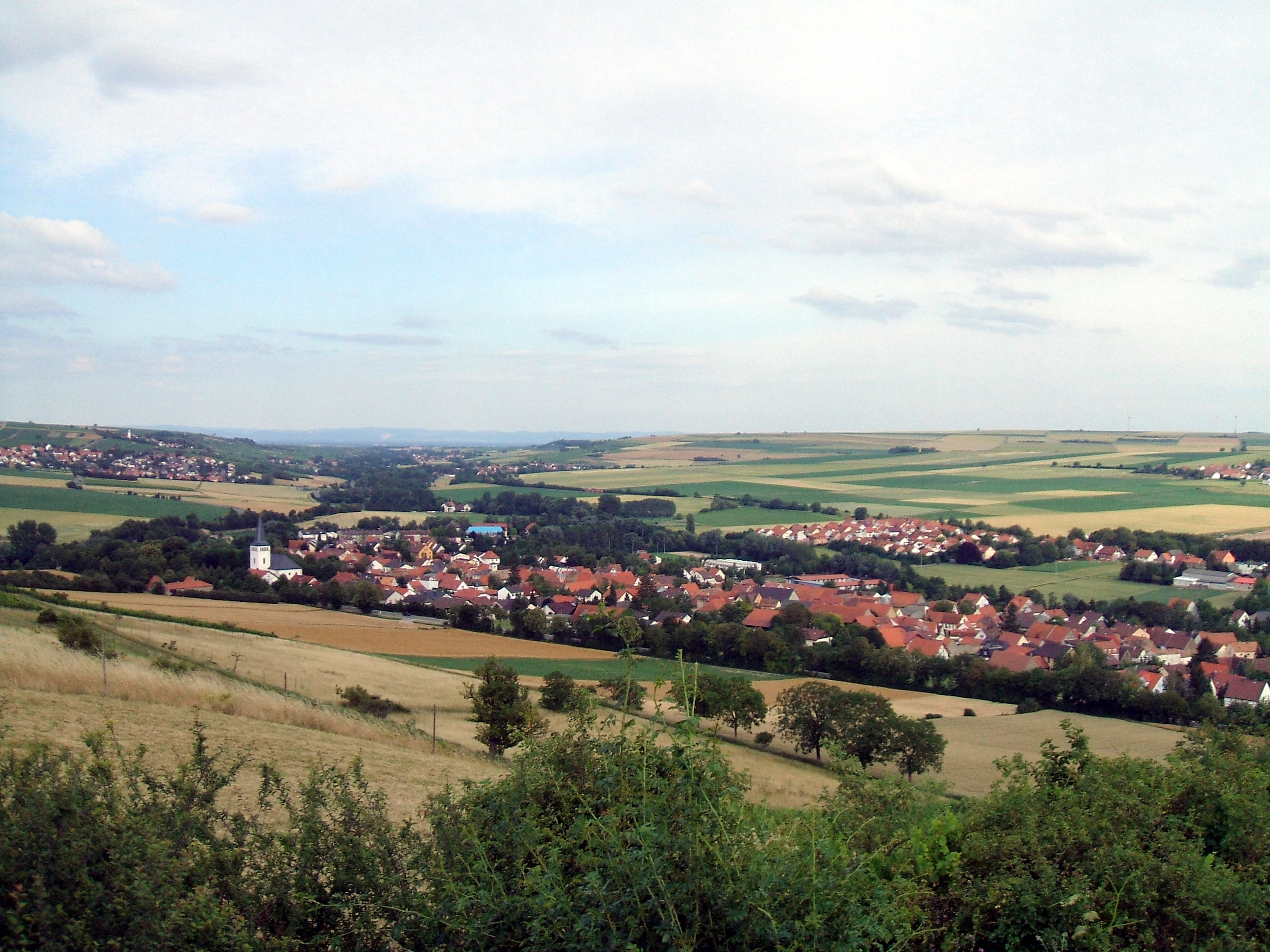
Quang cảnh nhìn từ đồi

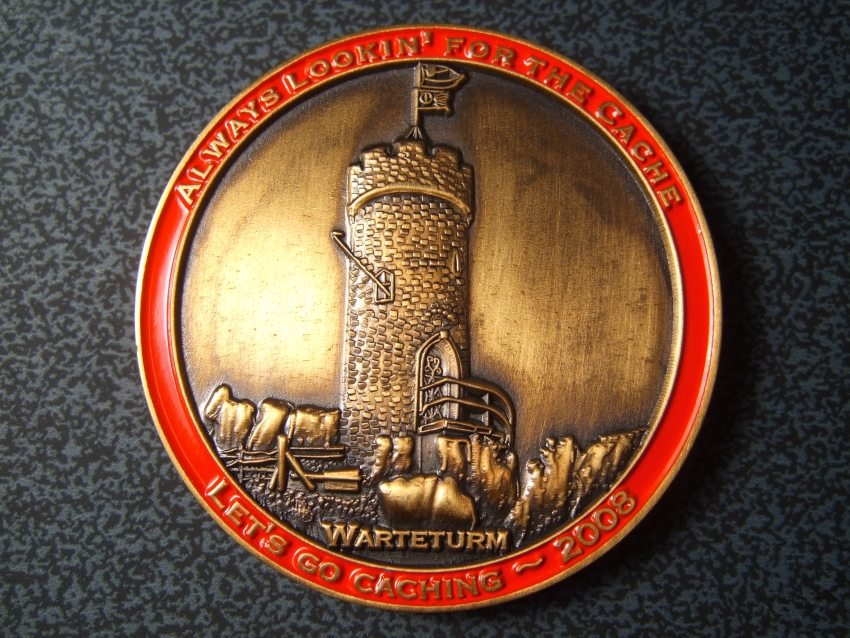
Warteturm trên đồng xu của trò chơi Geocaching

Albisheim là một đô thị thuộc huyện Donnersberg, trong bang Rheinland-Pfalz, phía tây nước Đức. Đô thị Bennhausen có diện tích 10,74 km² và dân số 1748 người (thời điểm ngày 31 tháng 12 năm 2006).